# Liatris bracteata
Liatris bracteata là một loài thực vật có hoa trong họ Cúc. Loài này được Gaiser mô tả khoa học đầu tiên năm 1946.